# Николаевка (Щучанский район)
Никола́евка — село, центр Николаевского сельсовета Щучанского района Курганской области Российской Федерации.

## География
Село расположено в северной части Щучанского района. Расстояние до районного центра, города Щучье — 50 км. Николаевский сельсовет граничит с Пуктышским сельсоветом Щучанского района и Песчанским сельсоветом.

## Население
| 1989 | 2002 | 2010 |
| ---- | ---- | ---- |
| 506  | ↘395 | ↘258 |

По данным переписи 1926 года в селе проживало 1433 человека (671 мужчина и 762 женщины), в том числе: русские составляли 100 % населения.

## История
Деревня Николаевская (народное название Лаптево) была основана на границе Пермской и Оренбургской губерний добровольными пересеелнцами из Екатеринбургского и Чердынского уездов при участии ссыльных из Тамбовской и Саратовской губерний. Первоначально земли деревни были казёнными и относились к Песчанской даче. В 1852 году Пермская палата государственных имуществ выделила эти земли для заселения. В том же году образовалась деревня. В 1865 году, после строительства церкви во имя Святителя Николая Мирликийского и образования самостоятельного прихода, деревня Николаевское стало селом. Тогда в приходе числилось 541 душа мужского пола. В 1874 году к Николаевскому приходу причислены деревни Шадринского уезда Кнутово, Малый Пуктыш и Чуднякова.
В 1875 году Николаевский приход состоял из села Ново-Николаевское и 38 деревень, в которых насчитывалось 395 дворов, 1573 души мужского пола и 1642 женского.
До 1917 года центр Николаевской волости Шадринского уезда Пермской губернии. По данным на 1926 год село Николаевское состояло из 287 хозяйств. В административном отношении являлось центром Николаевского сельсовета Песчанского района Шадринского округа Уральской области.

## Статистика
Численность населения на 2014 год — 254 человека. Среднемесячная заработная плата — 13 180 руб. В селе работает фельдшерско-акушерский пункт (ФАП), который обслуживает фельдшер из ФАП деревни Чудняково. В селе действует филиал Песчанской средней общеобразовательной школы, в начальных классах которой 5 учителей обучают 14 учащихся. Работают клуб и библиотека. Имеется водопровод, но нет канализации нет, газ в баллонах. Стационарные телефонные аппараты имеются у 5 жителей села и деревно Кнутово. Один магазин, площадью 17 м², принадлежит ЧП «Людмила». Транспортное сообщение, почтовое отделение и банки на территории села отсутствуют.

## Экономика
В Николаевке во времена СССР стояли фермы, которые позже были заброшены. Также неподалеку стоит местная МТС, которая обслуживается фермерскую технику.

## Достопримечательности
В селе стоит церковь Николая Чудотворца, которая после революции была колхозным складом, в 1975 году в ней произошёл пожар, с тех пор стоит разрушенная. Рядом стоит церковная школа, позже переделанная под простую, а после постройки новой переделанная под магазин, ныне здание заброшено. В селе также имеется клуб, в котором проводятся различные мероприятия и праздники. Рядом с клубом стоит памятник павшим в Великую Отечественную войну